# Marianus Scotus
Marianus Scotus o Scoto (1028 - 1082 o 1083), fue un monje y cronista, miembro de la misión hiberno-escocesa, irlandés de nacimiento y llamado Máel Brigte, «devoto de Santa Brígida».
Fue educado por un maestro local llamado Tigernach y se convirtió en monje en 1052. Viajó como misionero a la Europa continental en 1056, y su vida posterior discurrió en las abadías de San Martín de Colonia, Fulda y Maguncia. Murió en Maguncia, el 22 de diciembre de 1082 o 1083 y fue enterrado en la Catedral.
Marianus escribió un Chronicon, que pretende ser una historia universal, desde la creación del mundo, en 1082. El Chronicon fue muy popular durante la Edad Media y en Inglaterra fue ampliamente utilizado por John de Worcester y otros escritores. Fue impreso por primera vez en Basilea en 1559 y ha sido editado con una introducción por G. Waitz para el Monumenta Germaniae historica. Scriptores (Bd. v).

## Obras
- CHRONICA: ad Euangelij ueritatem,… first edition: Jacobus Parcus, Basel, 1559. Stadtbibliothek Mainz [Sign. IV e:2°/93].